# 卒業アルバムに1人はいそうな人を探すラジオ
『卒業アルバムに1人はいそうな人を探すラジオ』（そつぎょうアルバムにひとりはいそうなひとをさがすラジオ）は、日本のラジオ放送局・文化放送で2020年度プロ野球ナイターオフシーズンに放送されたラジオ番組である。通称「卒アルラジオ」「卒ラジ」。番組の公式ハッシュタグは「#卒アルラジオ」。

## パーソナリティ
- 火曜日 - 秋元真夏〈乃木坂46(当時〉）
- 水曜日 - 徳井健太（平成ノブシコブシ）
- 木曜日 - 山﨑ケイ（相席スタート）
- 金曜日 - サーヤ（ラランド）

## 放送時間
| 放送対象地域 | 放送局         | 放送時間                  | 備考 |
| ------------ | -------------- | ------------------------- | ---- |
| 関東広域圏   | 文化放送（QR） | 火 - 金曜日 19:00 - 21:00 |      |

## テーマ曲
- オープニングテーマ：『fliP』（703号室）
- エンディングテーマ：『僕らの未来計画』（703号室）

## 卒業アルバムに1人はいそうな人を探すラジオ サンデー
『秋元真夏(乃木坂46)卒業アルバムに1人はいそうな人を探すラジオ サンデー → 秋元真夏 卒業アルバムに1人はいそうな人を探すラジオ サンデー』（あきもとまなつ そつぎょうアルバムにひとりはいそうなひとをさがすラジオ サンデー）は、文化放送で2021年4月4日から2023年3月26日まで放送されたラジオ番組である。通称「卒アルラジオ」「卒アルさん」。
2020年度のプロ野球ナイターオフシーズン用番組の『卒業アルバムに1人はいそうな人を探すラジオ（火曜）』の後継番組である。
番組の公式ハッシュタグは「#卒アルラジオ」

### パーソナリティ
- 秋元真夏[注 2][1]
  - 秋元のスケジュールの都合もしくは乃木坂46のライブイベントが開催される日は事前収録による放送。

### アシスタント
- 坂口愛美（文化放送アナウンサー）
  - 火曜『卒アルラジオ』（リポーター）および日曜19時枠の前番組『岡副麻希のほくほくみゅ〜じっく』（アシスタント）からのスライド起用。
  - 2022年4月から平日朝のワイド番組『おとなりさん』に全曜日出演するのに伴い、月1回の出演もしくは事前収録の場合の出演に限られる。

### ゲスト
- 中田花奈 - 2021年4月23日放送分[3]。
- 高山一実 - 2021年9月12日放送分[4]。
- 岡谷柚奈（703号室） - 2021年10月3日放送分[5]。
- 田村真佑 - 2021年10月24日放送分[6]。
- 生田絵梨花 - 2021年12月19日放送分[7]。
- 樋口日奈 - 2022年1月30日放送分[8]。
- いとうあさこ、田村淳 - 2022年4月3日放送分[9]。
- 山崎怜奈 - 2022年6月26日放送分[10]。
- 遠藤達哉（漫画家） - 2022年8月28日放送分[11]。
- 福田麻貴（3時のヒロイン） - 2022年9月11日放送分[12]。
- 和田まあや - 2022年11月20日放送分[13]。
- 岩本蓮加 - 2023年2月12日放送分[14]。
- 松本秀作（ダイコロ株式会社 代表取締役社長） - 2023年3月5日放送分[15]。

### 放送時間
| 放送対象地域 | 放送局            | 放送時間             | 放送期間                                                    | 備考                 |
| ------------ | ----------------- | -------------------- | ----------------------------------------------------------- | -------------------- |
| 関東広域圏   | 文化放送（QR）    | 日曜日 19:00 - 20:00 | 2021年4月4日 - 2023年3月26日                                | 制作局               |
| 秋田県       | 秋田放送（ABS）   | 日曜日 19:00 - 20:00 | 2021年4月4日 - 2023年3月26日                                | 同時ネット           |
| 福島県       | ラジオ福島（rfc） | 日曜日 19:00 - 20:00 | 2021年10月3日 - 2023年3月26日                               | 同時ネット           |
| 宮城県       | 東北放送（TBC）   | 日曜日 19:00 - 20:00 | 2021年10月3日 - 2022年3月27日 2022年10月9日 - 2023年3月26日 | 下半期のみ同時ネット |

### テーマ曲
- オープニングテーマ：『fliP』（703号室）
- エンディングテーマ：『僕らの未来計画』（703号室）

### その他
- 第82回（2022年10月23日放送分）はSMBC 2022日本シリーズ第2戦中継のため文化放送では放送休止。各ネット局では通常通り放送（裏送り）[17]。
- 第83回（2022年10月30日放送分）はSMBC 2022日本シリーズ第7戦中継のため文化放送では放送休止。各ネット局では通常通り放送（裏送り）[18]。

## 秋元真夏 卒アルラジオ
『秋元真夏 卒アルラジオ』（あきもとまなつ そつアルラジオ）は、文化放送で2023年3月28日（27日深夜）から2025年3月25日（24日深夜）まで放送されていたラジオ番組である。通称「卒アルラジオ」。
『卒業アルバムに1人はいそうな人を探すラジオ サンデー』の後継番組である。
番組の公式ハッシュタグは「#卒アルラジオ」。

### パーソナリティ
- 秋元真夏

### アシスタント
- 坂口愛美（文化放送アナウンサー）

### 放送時間
| 放送対象地域 | 放送局           | 放送時間                       | 放送期間                      | 備考   |
| ------------ | ---------------- | ------------------------------ | ----------------------------- | ------ |
| 関東広域圏   | 文化放送（QR）   | 火曜日（月曜深夜） 1:00 - 1:30 | 2023年3月28日 - 2025年3月25日 | 制作局 |
| 東海広域圏   | 東海ラジオ（SF） | 火曜日（月曜深夜） 1:00 - 1:30 | 2023年3月28日 - 2024年3月26日 | [ 20 ] |
| 秋田県       | 秋田放送（ABS）  | 土曜日 20:00 - 20:30           | 2023年4月1日 - 2025年3月29日  | [ 20 ] |